# 쇼킹 블루
쇼킹 블루(Shocking Blue)는 네덜란드의 록밴드이다.